# Arena (Duran Duran-koncertalbum)
Az Arena egy koncertalbum, amelyet a Duran Duran new wave együttes adott ki 1984. november 12-én. 2004-ben újra megjelent CD-ként.

## Háttér
A nagyon sikeres "Sing Blue Silver" (1983-1984) turné lezárásaként az EMI kiadott egy albumot, amely az album jegyzetei alapján "világszerte volt felvéve 1984-ben".
Az album az együttes legsikeresebb dalait szedi össze koncertekről, a Rio (1982) és a Seven and the Ragged Tiger (1983) albumokról, illetve a "The Wild Boys" dal, melynek producere Nile Rodgers volt. A kislemezt hat albumborítóval adták ki, ötöt az öt tagról egyedül, illetve egyet az együttesről közösen.
Az album hatodik helyig jutott a UK Albums Charton és negyedikig a Billboard 200-on.
2004. június 1-én újra kiadták az albumot két új dallal, a "Girls on Film"-mel és a "Rio"-val.
Az Arena volt a Duran Duran egyetlen teljes hosszúságú koncertalbuma 2003-ig.

## További események
Az együttes sikerét kihasználva az EMI az album kiadását egy multimédiás eseménnyé tette. A koncertfilm, az Arena (An Absurd Notion) az MTV csatornán jelent meg, amelyet a The Making of Arena követett. Ezeken Oaklandben és Kaliforniában készített felvételek szerepeltek 1984. április 12 és 15 között.
Az Arena filmen szerepelt egy hosszú verziója a "The Wild Boys" videóklipjének, amelyet Russell Mulcahy rendezett. A videóklip egy előzetesként működött volna az azonos nevű teljes hosszúságú filmnek, amelynek az alapja William S. Burroughs 1971-es The Wild Boys: A Book of the Dead könyve lett volna. A film soha nem készült el.
Szintén megjelentettek egy társasjátékot Into the Arena névvel, gyűjtőkártyákat, a Sing Blue Silver dokumentumfilmet, és az azonos című könyvet, amelybe Denis O'Regan fényképezett. 2004-ben a Sing Blue SIlver dokumentumfilm és az Arena (An Absurd Notion) is újra megjelent DVD-n. Az Arena DVD-n szerepel a The Making of Arena extraként.
Az Arena (An Absurd Notion) egy másik, szerkesztett verziója szintén megjelent televíziós közvetítésre As The Lights Go Down címmel.

## Számlista
Az összes dal szerzője a Duran Duran. 
| 1.    | Is There Something I Should Know?       | 4:34 |
| 2.    | Hungry Like the Wolf                    | 4:01 |
| 3.    | New Religion                            | 5:37 |
| 4.    | Save a Prayer                           | 6:12 |
| 5.    | The Wild Boys (korábban nem jelent meg) | 4:18 |
| 6.    | The Seventh Stranger                    | 5:05 |
| 7.    | The Chauffeur                           | 5:23 |
| 8.    | Union of the Snake                      | 4:09 |
| 9.    | Planet Earth                            | 4:31 |
| 10.   | Careless Memories                       | 4:07 |
| 47:54 |                                         |      |

| 2004 remastered CD | 2004 remastered CD | 2004 remastered CD | 2004 remastered CD | 2004 remastered CD | 2004 remastered CD | 2004 remastered CD | 2004 remastered CD | 2004 remastered CD | 2004 remastered CD |
|                    | Cím                | Hossz              |                    |                    |                    |                    |                    |                    |                    |
| ------------------ | ------------------ | ------------------ | ------------------ | ------------------ | ------------------ | ------------------ | ------------------ | ------------------ | ------------------ |
| 11.                | Girls on Film      | 5:59               |                    |                    |                    |                    |                    |                    |                    |
| 12.                | Rio                | 5:55               |                    |                    |                    |                    |                    |                    |                    |
| 57:49              |                    |                    |                    |                    |                    |                    |                    |                    |                    |

## Előadók

### Duran Duran
- Simon Le Bon
- Nick Rhodes
- Andy Taylor
- Roger Taylor
- John Taylor

### További zenészek
- Andy Hamilton
- Raphael DeJesus
- B.J. Nelson
- Charmaine Burch

### Technikusok
- George Tukto – hangmérnök (1–4, 6–10)
- Jason Corsaro – hangmérnök (összes szám); keverés (1–4, 6–10)
- Duran Duran – producer (1–4, 6–10)
- Nile Rodgers – producer (5)

## Slágerlisták
| Slágerlista (1984-1985)                | Legmagasabb pozíció |
| -------------------------------------- | ------------------- |
| Ausztrál Albumok (Kent Music Report)   | 8                   |
| Osztrák Albumok (Ö3 Austria)           | 7                   |
| Canada Top Albums/CDs (RPM)            | 10                  |
| Holland Albumok (Album Top 100)        | 5                   |
| Európai Albumok (Music & Media)        | 1                   |
| Finn Albumok (Suomen virallinen lista) | 8                   |
| Német Albumok (Offizielle Top 100)     | 1                   |
| Új-Zéland-i Albumok (RMNZ)             | 3                   |
| Norvég Albumok (VG-lista)              | 16                  |
| Svéd Albumok (Sverigetopplistan)       | 16                  |
| Svájci Albumok (Schweizer Hitparade)   | 4                   |
| UK Albums (OCC)                        | 6                   |
| US Billboard 200                       | 4                   |

| Év   | Slágerlista                        | Legmagasabb pozíció |
| ---- | ---------------------------------- | ------------------- |
| 1984 | Canada Top Albums/CDs (RPM)        | 75                  |
| 1984 | Holland Albumok (Album Top 100)    | 63                  |
| 1984 | UK Albums (OCC)                    | 31                  |
| 1985 | Canada Top Albums/CDs (RPM)        | 72                  |
| 1985 | Holland Albumok (Album Top 100)    | 33                  |
| 1985 | Német Albumok (Offizielle Top 100) | 25                  |
| 1985 | Új-Zéland-i Albumok (RMNZ)         | 32                  |
| 1985 | US Billboard 200                   | 61                  |

## Minősítés
| Régió                      | Minősítés  | Darabszám | For.   |
| -------------------------- | ---------- | --------- | ------ |
| Kanada (Music Canada)      | 2× Platina | 200,000   | [ 19 ] |
| Németország (BVMI)         | Arany      | 250,000   | [ 20 ] |
| Hollandia (NVPI)           | Arany      | 50,000    | [ 21 ] |
| Új-Zéland (RMNZ)           | Platina    | 15,000    | [ 17 ] |
| Spanyolország (PROMUSICAE) | Arany      | 50,000    | [ 22 ] |
| Egyesült Királyság (BPI)   | Platina    | 300,000   |        |
| Egyesült Államok (RIAA)    | 2× Platina | 2,000,000 | [ 23 ] |

## Kiadások
A discogs.com adatai alapján.
| Régió                            | Év   | Formátum       | Kiadó                    |
| -------------------------------- | ---- | -------------- | ------------------------ |
| Világszerte                      | 1984 | LP             | Parlophone, EMI          |
| Egyesült Államok                 | 1984 | LP, 8-Trk      | Capitol Records          |
| Kanada, Európa, Egyesült Államok | 1984 | LP, CD         | Capitol, Parlophone, EMI |
| Világszerte                      | 1984 | Kazetta, Album | Capitol, Parlophone, EMI |
| Egyesült Államok                 | 1988 | LP, CD, RE     | Capitol Records          |
| Japán                            | 1991 | LP, CD, RE     | EMI                      |
| Dél-Afrika                       | 1994 | LP, CD, RE     | EMI                      |
| Japán                            | 1995 | LP, CD, RE     | EMI                      |
| Európa                           | 1999 | LP, CD, RE     | Disky                    |
| Tajvan                           | 2003 | LP, CD, RE     | EMI                      |
| Európa, Egyesült Királyság       | 2004 | LP, CD, RE     | EMI                      |
| Egyesült Államok                 | 2004 | LP, CD, RE     | Capitol Records          |
| Japán                            | 2005 | LP, CD, RE     | Parlophone, EMI          |
| Japán                            | 2008 | LP, CD, RE     | EMI                      |
| Európa                           | 2010 | LP, CD, RE     | EMI                      |